# منظمة الشباب القومي العربي
'منظمة الشباب القومي العربي'
هو إطار شبابي عروبي، وحدوي وتقدمي، يعمل على تقديم نموذج جديد في البيئة القومية العربية بشكل خاص والشبابية بشكل عام.

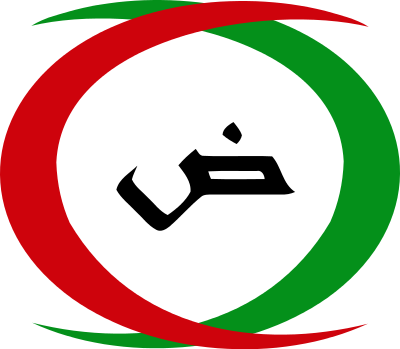
شعار الحرس والشباب القومي العربي

التأسيس بدأ فعلياً تأسيسه باواخر تموز 2006 ، مع أن الفكرة كانت قيد التداول بين أوساط الناشطين في الفلك الشبابي القومي العربي منذ أكثر من خمس عشر عاماً وكانت تدور رحاها في مخيمات الشباب القومي العربي،
ولان الشباب لهم الدور الرئيسي في نهضة المجتمع القطري والقومي، تم الإعلان عن البدء بالعمل الدؤوب لإعلاء شأن الفكر القومي العربي وأهدافه التي ما وجدت إلا لتكون في خدمة المواطن والأرض العربية.
الاهداف من اهدافه انه يساعد على بناء أجيال من الشباب القومي العربي، وحدوي التفكير، ديمقراطي التوجه، ويساعد على محاربة الانعزال والانغلاق داخل مجتمعاتنا للرقي بها من الفئوية و ضيق الأفق التي تؤدي إلى التعصب والتقوقع المتعدد الأوجه، وايضاً من اهدافه هو نصرة ودعم المقاومة العربية التي تسعى لتحرير الأرض العربية من الإحتلال الصهيوني-الأمريكي بشكل خاص وأي احتلال اخر بشكل عام والدفاع عن حقوق العمال و مساندتهم في نضالهم الذي هو اجب أخلاقي وإنساني، ويهدف ايضاً لتكريس مفهوم المواطنة وتدريب الشباب على ممارستها، ليتم السعي لتحقيقها بالوصول إلى فئة شبابية تعنى بتكريس العمل التطوعي بدلاً من مفهوم الارتهان للمال وتقويض العمل الإنمائي التطوعي الذي عملت على القضاء عليه الحركات والأحزاب الطائفية والجماعات المذهبية.
الشعار هو الهلالان الأحمر والأخضر الذين يرمزان إلى وحدة الأمة العربية بشقيها المشرقي و المغربي و يتوسطهما الضاد التي تمثل الحضارة و اللغة العربية، اللون الأحمر ويرمز إلى الثورة المستمرة ضد الظلم و الطغيان أما الأخضر فتكمن رمزيته في المستقبل المنشود و الواعد، والأسود في الخلفية يرمز إلى القوة و التصميم.